# جيوفاني إلبر
إلبر جيوفاني دي سوزا (بالبرتغالية: Giovane Élber‏) الشهير باسم إلبر جيوفاني أو أحيانا فقط إلبر (23 يوليو 1972 في لوندرينا) لاعب كرة قدم برازيلي معتزل كان يجيد اللعب في مركز المهاجم . غالبا ما يتم تسميته خطأ باسم جيوفاني إلبر وهو ترجمة عن اللغة الألمانية من اللغة الإيطالية جيوفاني إلبر (الشاب إلبر) . كان إلبر يعتبر أحد أفضل المهاجمين على مستوى قارة أوروبا حيث يمتاز بالتسجيل المستمر وصناعة الأهداف أيضا . هو صاحب الرقم القياسي لعدد الأهداف بالنسبة إلى لاعب أجنبي في بطولة دوري الدرجة الأولى الألماني . حاليا إلبر يعمل كاشف مواهب لنادي بايرن ميونخ الألماني في البرازيل . أحد أفضل اللاعبين الذين اكتشفهم هو البرازيلي برينو .

## المسيرة الرياضية
بدأ إلبر مسيرته الرياضية في نادي لوندرينا للناشئين المحلي سنة 1989 ثم انتقل إلى نادي إيه سي ميلان في سنة 1990 . خلال الموسم الذي قضاه شارك في مباراة واحدة في بطولة كأس إيطاليا . في سنة 1991 انتقل إلى نادي غراسهوبر زيوريخ السويسري حيث ساهم في الفوز ببطولة كأس سويسرا سنة 1994 . في صيف سنة 1994 انتقل إلى نادي شتوتغارت الألماني حيث حقق بطولة كأس ألمانيا سنة 1997 وفي نهاية ذلك الموسم انتقل إلى نادي بايرن ميونخ حيث استطاع أن ينال شهرة كبيرة بمساهمته الفعالة في تحقيق بطولة دوري الدرجة الأولى 4 مرات سنوات 1999 ، 2000 ، 2001 ، و2003 كما حقق بطولة كأس ألمانيا 3 مرات سنوات 1998 ، 2000 ، و2003 وبطولة دوري أبطال أوروبا سنة 2001 وبطولة كأس العالم للأندية سنة 2001 وعلى المستوى الشخصي توج هدافا لبطولة دوري الدرجة الأولى موسم 2002-2003 . في نهاية ذلك الموسم انتقل إلى نادي ليون الفرنسي وساهم في فوزه ببطولة دوري الدرجة الأولى مرتين 2004 و2005 وبطولة كأس الأبطال الفرنسي سنة 2004 ثم انتقل إلى نادي بوروسيا مونشنغلادباخ الألماني سنة 2005 وقضى فيه فترة بسيطة ثم عاد إلى البرازيل وانضم إلى نادي كروزيرو سنة 2006 حيث قرر اعتزال لعب كرة القدم نهائيا في 9 سبتمبر 2006 بسبب تكرار الإصابات ووفاة والده .
على المستوى الدولي شارك إلبر مع منتخب البرازيل في 15 مباراة مسجلا 7 أهداف في الفترة من 1998 إلى 2001 .

## روابط خارجية
- جيوفاني إلبر على موقع الاتحاد الدولي (مؤرشف)  (الإنجليزية)
- جيوفاني إلبر على موقع الاتحاد الأوربي (الإنجليزية)
- جيوفاني إلبر على موقع رابطة كرة القدم الفرنسية للمحترفين (الإنجليزية)
- جيوفاني إلبر على موقع قاعدة بيانات كرة القدم.إي يو (الإنجليزية)
- جيوفاني إلبر على موقع بيانات كرة القدم. دي إي (الألمانية)
- جيوفاني إلبر على موقع ناشيونال فوتبول تيمز (الإنجليزية)
- جيوفاني إلبر على موقع عالم كرة القدم.نت (الإنجليزية)